# Jose María Larrea Muxika
Jose María Larrea Muxika (Basauri, provincia de Vizcaya, 1954 - Bilbao, 29 de julio de 2018) fue un escritor y profesor español. 

## Biografía
Larrea estudió Periodismo en Bilbao y durante cuatro años fue corresponsal de Zeruko Argia en Pamplona. Fue asimismo colaborador de otros medios, como Hitz, Zutabe, Zutik, Xaguxarra, Jakin, y A Nosa Terra.
Militó en Euskadi Ta Askatasuna (ETA) durante la época franquista y fue gravemente herido. Tras pasar una temporada en prisión, fue puesto en libertad en 1977 mediante la amnistía decretada por el gobierno de Adolfo Suárez. Desde 1980 fue profesor de Historia contemporánea de la Universidad del País Vasco.

### Pamiela
Estrecho colaborador de Txema Aranaz, director de la editorial Pamiela, ha estado detrás de numerosos títulos. Fue además fundador de la revista cultural Mazantini, impulsada por la editorial Pamiela. En 1987, publicó Nafarroako euskal idazleak (Pamiela), una antología de escritores navarros en euskera. En 1988 lanzó otra antología de narraciones de misterio en euskera, titulada Ixtorio-mixterio andana bat (Pamiela).

## Obras

### Narración
- Ixtorio-misterio andana bat (1988, Pamiela)

### Ensayo
- Nafarroako euskal idazleak (Pamiela, 1987). En colaboración con Pedro Díez de Ulzurrun.
- Euskaldungoa erroizturik (1994, Pamiela)
- Nafarroako euskal idazleak II (1995, Pamiela)

### Literatura juvenil
- Amonatxoa (1980, Hordago)
- Ipurtargia (1980, Hordago)
- Tulipan txikia (1980, Hordago)
- Urriztiko txitoa (1980, Hordago)
- Zuri izan nahi zuen hartza (1980, Hordago)

### Antologías
- Miranderen lan kritikoak (1985, Pamiela)
- Ele neumatikoak (1994, Pamiela)